# Clematis tortuosa
Clematis tortuosa là một loài thực vật có hoa trong họ Mao lương. Loài này được Wall. ex C.E.C.Fisch. mô tả khoa học đầu tiên năm 1929.